# Witaj, przybyszu
Witaj, przybyszu (ang. Welcome Stranger) – amerykański film z 1947 roku w reżyserii Elliotta Nugenta, w którym występują Bing Crosby, Barry Fitzgerald oraz Joan Caulfield.